# 朴是春
朴 是春（パク・シチュン、박시춘、1913年10月28日 - 1996年6月30日）は、大韓民国の大衆音楽作曲家兼ギタリスト、トランペット奏者、ヴァイオリン奏者、サクソフォーン奏者であり、映画俳優、映画監督、映画プロデューサー、映画演出家、映画音楽監督としても活動した人物。

## 履歴
- 1929年、トランペッターとしてデビュー。
- 1929年にトランペット演奏曲「몬테 카를로의 갓난이」を作曲して、作曲家デビュー。
- 1930年、ヴァイオリニストとしてデビュー。
- 1931年、サクソフォニストとしてデビュー。
- 1932年、ギタリストとしてデビュー。
- 1958年、大韓民国映画『삼등호텔（仮訳：三等ホテル）』で、映画監督デビュー。

## 役職
- 前 韓国音楽著作権協会名誉会長

## 生涯
慶尚南道密陽生まれで、本名は朴順東（パク・スンドン、박순동）であった。父親が大地主で、妓生養成所である券番の運営もしていた影響で、幼い時から音楽を見近にして過ごした。しかし、小学校1年生のときに父が死去して家が没落し、12歳で郷里を離れた。
旅回りの劇団などでドラムを手始めに様々な楽器の演奏を身につけ、「アリラン歌舞団」に所属していた時、演出をしていた洪開明（홍개명）に朴是春という名を付けられた。女性歌手、羅仙嬌に、シエロンレコードの李瑞求を紹介され、さらに朴英鎬に出会い、作曲家として同社に加わった。
デビュー作は「몬테 카를로의 갓난이」、「어둠에 피는 꽃（仮訳：闇に咲く花）」であった。 1935年には、「희망의 노래（希望の歌）」に続いて「港口의 선술집（仮訳：港の居酒屋）」、「물방아 사랑（仮訳：水玉の愛）」を発表して人気作曲家となった。
1936年に、作詞家の姜史郎に紹介されて移籍したオーケーレコードでは、作曲のみならず朝鮮楽劇団の一員としてアリランボーイスを結成して、楽器演奏、コーラス、パントマイムなどを演じた。
特に1938年には、南仁樹が歌って大きな反響を得た「哀愁의 小夜曲（哀愁の小夜曲）」で2人は絶頂の人気を博した。朴是春がスーツ姿に蝶ネクタイを結んでギターを演奏し、南仁樹が切ない曲調の歌を歌う姿で象徴される「哀愁の小夜曲」は、庶民の哀歓をよく表現した日本統治時代の朝鮮を代表する歌とされた。
以降、「고향초（故郷草）」、「가거라 삼팔선〉（行ってしまえ38度線）」、「신라의 달밤（新羅の月夜）」、「비 내리는 고모령（雨降る顧母嶺）」、「낭랑 십팔세（朗々十八歳）」、申世影が歌った「전선야곡（戦線夜曲）」、「전우여 잘 자라（戦友よ安らかに眠れ）」、「굳세어라 금순아|（がんばれクムスナ）」、「이별의 부산정거장|（離別の釜山停車場）」、「럭키 서울（ラッキーソウル）」など数多くのヒット曲を発表した。3千曲余りの楽曲と楽想を残し、このような業績によって、朴是春の登場自体が大衆歌謡の新章を開き、「韓国歌謡の根と柱（한국 가요의 뿌리이자 기둥）」になったと評価されている。 1943年の映画『조선해협（朝鮮海峡）」で、映画音楽監督デビューした。
朝鮮戦争の際には、大韓民国海軍政訓局（정훈국）所属として参戦した。「전우의 시체를 넘고넘어 앞으로 앞으로（大意：戦友の死体を越えてこれから先に）」という歌詞で始まる戦中歌謡「戦友よ安らかに眠れ」は、当時作曲した曲で、熾烈だった洛東江戦線の戦闘と国軍の北進の過程を描いたものである。朝鮮戦争後に発表した「샌프란시스코（サンフランシスコ）」や「아메리카 차이나타운（アメリカ・チャイナタウン）」は、時代の雰囲気を反映した異国趣向の音楽であった。
1950年代には映画音楽関係の仕事を多く手がけ、映画会社を設立して直接映画の制作もした。
映画主題歌としては、半夜月と組んだ
「딸七兄弟（娘七兄弟）」、「남성 No.1（男性No.1）、「유정천리（有情千里）」などがヒット曲となった。1956年の映画『청춘 쌍곡선（青春双曲線）』の端役で映画俳優としてデビューし、1958年に制作された『3等호텔（3等ホテル）』で映画監督と映画プロデューサーとしてデビューし、映画音楽監督も担当、同年制作された『딸七兄弟（娘七兄弟）』では自ら演出まで引き受けた。
朴是春の作品は、旋律が感覚的で洗練されていた点が特徴であった。この点で作詞者の趙鳴岩とはよく馬が合った。優れたギター演奏者でもあった朴是春は、作曲に対して非常に真剣で、前奏にあたる部分まで細心の注意を払った。
1961年に韓国芸能協会（한국연예협회）が組織された際には、初代理事長を務めた。1982年には、大韓民国政府から文化勲章（문화훈장）を叙勲された。大衆歌謡作曲家に文化勲章宝冠章が初めて叙勲されたのであった。
1996年6月30日、享年84歳で死亡した。

## 親日行為
太平洋戦争期には、志願兵として参戦することが願いという内容の「혈서지원（血書志願）」をはじめ、「아들의 혈서（仮訳：息子の血書）」、「결사대의 안해（仮訳：決死隊の妻）」、「목단강 편지（牧丹江片紙）」などの親日歌謡を作曲したことがある。中でも、趙鳴岩が作詞した「血書志願」は、指を噛んだ血で血書を書くという歌詞が含まれており、軍国歌謡の中でも親日性が濃い歌である。2008年に民族問題研究所が選定した親日人名辞典収録予定者名簿の音楽部門に含まれ、朴是春を記念した歌謡祭が親日派論議にさらされた。2009年には、大韓民国親日反民族行為真相糾明委員会が発表した親日反民族行為705人名簿にも含まれた。